# Super Bowl XXXIII
Super Bowl XXXIII var den 33:e upplagan av Super Bowl, finalmatchen i amerikansk fotbolls högsta liga, National Football League, för säsongen 1998. Matchen spelades den 31 januari 1999 mellan Denver Broncos och Atlanta Falcons. De kvalificerade sig genom att vinna slutspelet i konferenserna American Football Conference respektive National Football Conference. Värd för Super Bowl XXXIII var Pro Player Stadium i Miami Gardens i Florida.